# Nurimanov járás
A Nurimanov járás (oroszul Нуримановский район, baskír nyelven Нуриман районы) Oroszország egyik járása a Baskír Köztársaságban, székhelye Krasznaja Gorka falu. Nevét a baskír forradalmár, B. Nurimanov emlékére kapta.

## Népesség
- 1970-ben 34 289 lakosa volt, melyből 12 644 tatár (37,4%), 9 426 baskír (27,5%).
- 1989-ben 22 985 lakosa volt, melyből 8 735 tatár (36%), 6 574 baskír (28,6%).
- 2002-ben 21 932 lakosa volt, melyből 7 526 baskír (34,32%), 6 863 tatár (31,29%), 4 853 orosz (22,13%), 2 277 mari.
- 2010-ben 20 824 lakosa volt, melyből 7 786 baskír (37,4%), 5 824 tatár (28%), 4 718 orosz (22,7%), 2 126 mari (10,2%), 71 csuvas, 70 ukrán, 24 fehérorosz, 5 mordvin, 3 udmurt.

| Lakosok száma | 62 249 | 34 119 | 22 985 | 21 421 | 20 824 | 20 667 | 20 620 | 20 522 | 20 120 | 20 523 |
|               | 1939   | 1970   | 1989   | 2008   | 2010   | 2012   | 2014   | 2016   | 2018   | 2021   |